# 2021-es Apertura mexikói labdarúgó-bajnokság (első osztály)
A mexikói labdarúgó-bajnokság első osztályának 2021-es Apertura szezonja 18 csapat részvételével 2021. július 22-én kezdődött és december 12-én ért véget. A szezon hivatalosan a Grita México 2021 elnevezést kapta, amelynek jelentése: Mexikó kiált(ja). A még mindig zajló koronavírus-világjárvány miatt a stadionok nem működhettek teltházzal, ezért a nézőszámok ebben a szezonban is jóval alacsonyabbak voltak a régebben megszokottnál.
A bajnokságot (70 év után) az Atlas nyerte meg, amelynek ez volt történetének második győzelme. A második helyen a León végzett.

## Előzmények
Az előző szezont, a 2021-as Clausurát a mexikóvárosi Cruz Azul nyerte. Az ideiglenesen érvényben levő szabályok szerint ezúttal nem volt sem kieső, sem feljutó csapat.

## Csapatok
| Csapat                       | Város              | Állam              | Stadion                | Edző (a szezon elején) |
| ---------------------------- | ------------------ | ------------------ | ---------------------- | ---------------------- |
| América                      | Mexikóváros        | Szövetségi kerület | Azteca                 | Santiago Solari        |
| Atlas                        | Guadalajara        | Jalisco            | Jalisco                | Diego Cocca            |
| Cruz Azul                    | Mexikóváros        | Szövetségi Kerület | Azul                   | Juan Reynoso           |
| Guadalajara                  | Guadalajara        | Jalisco            | Omnilife               | Víctor Manuel Vucetich |
| FC Juárez                    | Ciudad Juárez      | Chihuahua          | Benito Juárez          | Ricardo Ferretti       |
| León                         | León               | Guanajuato         | León                   | Ariel Holan            |
| Mazatlán FC                  | Mazatlán           | Sinaloa            | El Kraken              | Beñat San José         |
| Monterrey                    | Monterrey          | Új-León            | BBVA Bancomer          | Javier Aguirre         |
| Necaxa                       | Aguascalientes     | Aguascalientes     | Victoria               | Guillermo Vázquez      |
| Pachuca                      | Pachuca de Soto    | Hidalgo            | Hidalgo                | Paulo Pezzolano        |
| Puebla                       | Puebla de Zaragoza | Puebla             | Cuauhtémoc             | Nicolás Larcamón       |
| Pumas (Universidad Nacional) | Mexikóváros        | Szövetségi Kerület | Olímpico Universitario | Andrés Lillini         |
| Querétaro                    | Querétaro          | Querétaro          | Corregidora            | Héctor Altamirano      |
| San Luis                     | San Luis Potosí    | San Luis Potosí    | Alfonso Lastras        | Marcelo Méndez         |
| Santos Laguna                | Torreón            | Coahuila           | TSM Corona             | Guillermo Almada       |
| Tigres                       | Monterrey          | Új-León            | Universitario          | Miguel Herrera         |
| Tijuana                      | Tijuana            | Alsó-Kalifornia    | Caliente               | Robert Siboldi         |
| Toluca                       | Toluca de Lerdo    | México             | Nemesio Díez           | Hernán Cristante       |

## Az alapszakasz eredménye
Az alapszakasz 18 fordulóból állt, az első négy közvetlenül a rájátszás negyeddöntőjébe jutott, a következő 8 helyezett pedig szintén mérkőzéseket játszott egymással a negyeddöntőbe jutásért úgy, hogy az 5–8. helyezettek hazai pályán, a 9–12. helyezettek idegenben szerepeltek.
| #   | Csapat      | M  | GY | D | V | G+ – G– | GK  | P  | Megjegyzések |
| --- | ----------- | -- | -- | - | - | ------- | --- | -- | ------------ |
| 1.  | América     | 17 | 10 | 5 | 2 | 21–10   | +11 | 35 |              |
| 2.  | Atlas       | 17 | 8  | 5 | 4 | 21–10   | +11 | 29 |              |
| 3.  | León        | 17 | 8  | 5 | 4 | 20–14   | +6  | 29 |              |
| 4.  | Tigres      | 17 | 7  | 7 | 3 | 26–14   | +12 | 28 |              |
| 5.  | Santos      | 17 | 5  | 9 | 3 | 23–16   | +7  | 24 |              |
| 6.  | Toluca      | 17 | 6  | 6 | 5 | 22–22   | 0   | 24 |              |
| 7.  | Puebla      | 17 | 6  | 6 | 5 | 16–16   | 0   | 24 |              |
| 8.  | Cruz Azul   | 17 | 5  | 8 | 4 | 21–17   | +4  | 23 |              |
| 9.  | Monterrey   | 17 | 5  | 7 | 5 | 19–16   | +3  | 22 |              |
| 10. | Guadalajara | 17 | 5  | 7 | 5 | 13–13   | 0   | 22 |              |
| 11. | Pumas       | 17 | 5  | 6 | 6 | 17–23   | −6  | 21 |              |
| 12. | San Luis    | 17 | 4  | 8 | 5 | 19–23   | −4  | 20 |              |
| 13. | Mazatlán    | 17 | 5  | 5 | 7 | 18–24   | −6  | 20 |              |
| 14. | Necaxa      | 17 | 6  | 2 | 9 | 16–22   | −6  | 20 |              |
| 15. | Pachuca     | 17 | 4  | 6 | 7 | 19–21   | −2  | 18 |              |
| 16. | Juárez      | 17 | 4  | 4 | 9 | 14–25   | −11 | 16 |              |
| 17. | Querétaro   | 17 | 3  | 6 | 8 | 11–19   | −8  | 15 |              |
| 18. | Tijuana     | 17 | 3  | 6 | 8 | 16–27   | −11 | 15 |              |

Utolsó frissítés: 2021. november 8. 
Forrás: A bajnokság hivatalos honlapja 
A rangsorolás alapszabályai: 1. összpontszám, 2. egymás elleni eredmények összpontszáma, 3. gólkülönbség, 4. szerzett gólok száma.
(B): Bajnokcsapat, (K): Kieső csapat, (F): Feljutó csapat, (I): Kupainduló, (R): A rájátszás győztese, (KGY): Kupagyőztes

## Rájátszás
A döntő kivételével az a szabály, hogy ha a két meccs összesítve döntetlen, és az idegenbeli gól is egyenlő, akkor nincs hosszabbítás és tizenegyespárbaj, hanem az a csapat jut tovább, amelyik az alapszakaszban jobb helyen végzett.

### Mérkőzések a negyeddöntőbe jutásért
| Dátum (mexikói idő) | Mérkőzés              | Eredmény  |
| ------------------- | --------------------- | --------- |
| 2021. november 20.  | Santos – San Luis     | 2–0       |
| 2021. november 20.  | Puebla – Guadalajara  | 2–2 (6–5) |
| 2021. november 21.  | Toluca – Pumas        | 1–2       |
| 2021. november 21.  | Cruz Azul – Monterrey | 1–4       |

A negyeddöntők első mérkőzéseit november 24-én és 25-én, a visszavágókat 27-én és 28-án játszották, az elődöntőkre december 1-én, 2-án, 4-én és 5-én került sor. A döntő első mérkőzése december 9-én, a visszavágó 12-én lesz.
|  | Negyeddöntők  | Negyeddöntők  | Negyeddöntők | Negyeddöntők | Negyeddöntők |   |        | Elődöntők | Elődöntők | Elődöntők | Elődöntők | Elődöntők |  |  | Döntő | Döntő | Döntő | Döntő | Döntő |  |
|  |               |               |              |              |              |   |        |           |           |           |           |           |  |  |       |       |       |       |       |  |
|  | Santos Laguna | Santos Laguna | 2            | 0            | 2            |   |        |           |           |           |           |           |  |  |       |       |       |       |       |  |
|  | Santos Laguna | Santos Laguna | 2            | 0            | 2            |   |        |           |           |           |           |           |  |  |       |       |       |       |       |  |
|  | Tigres        | Tigres        | 1            | 1            | 2            |   |        |           |           |           |           |           |  |  |       |       |       |       |       |  |
|  | Tigres        | Tigres        | 1            | 1            | 2            |   | Tigres | Tigres    | 2         | 1         | 3         |           |  |  |       |       |       |       |       |  |
|  |               |               |              |              |              |   | Tigres | Tigres    | 2         | 1         | 3         |           |  |  |       |       |       |       |       |  |
|  |               |               | León         | León         | 1            | 2 | 3      |           |           |           |           |           |  |  |       |       |       |       |       |  |
|  | Puebla        | Puebla        | León         | León         | 1            | 2 | 3      | 2         | 0         | 2         |           |           |  |  |       |       |       |       |       |  |
|  | Puebla        | Puebla        |              |              |              |   |        |           |           | 2         |           |           |  |  |       |       |       |       |       |  |
|  | León          | León          | 1            | 2            | 3            |   |        |           |           |           |           |           |  |  |       |       |       |       |       |  |
|  | León          | León          | 1            | 2            | 3            |   | León   | León      | 3         | 0         | 3 (3)     |           |  |  |       |       |       |       |       |  |
|  |               |               |              |              |              |   |        |           |           |           |           |           |  |  |       |       |       |       |       |  |
|  |               |               | Atlas        | Atlas        | 2            | 1 | 3 (4)  |           |           |           |           |           |  |  |       |       |       |       |       |  |
|  | Pumas         | Pumas         | Atlas        | Atlas        | 2            | 1 | 3 (4)  | 0         | 3         | 3         |           |           |  |  |       |       |       |       |       |  |
|  | Pumas         | Pumas         |              |              |              |   |        |           |           | 3         |           |           |  |  |       |       |       |       |       |  |
|  | América       | América       | 0            | 1            | 1            |   |        |           |           |           |           |           |  |  |       |       |       |       |       |  |
|  | América       | América       | 0            | 1            | 1            |   | Pumas  | Pumas     | 0         | 1         | 1         |           |  |  |       |       |       |       |       |  |
|  |               |               |              |              |              |   | Pumas  | Pumas     | 0         | 1         | 1         |           |  |  |       |       |       |       |       |  |
|  |               |               | Atlas        | Atlas        | 1            | 0 | 1      |           |           |           |           |           |  |  |       |       |       |       |       |  |
|  | Monterrey     | Monterrey     | Atlas        | Atlas        | 1            | 0 | 1      | 0         | 1         | 1         |           |           |  |  |       |       |       |       |       |  |
|  | Monterrey     | Monterrey     |              |              |              |   |        |           |           | 1         |           |           |  |  |       |       |       |       |       |  |
|  | Atlas         | Atlas         | 0            | 1            | 1            |   |        |           |           |           |           |           |  |  |       |       |       |       |       |  |

## Együttható-táblázat
Az együttható-táblázat a csapatok (a jelenlegit is beleszámítva) utolsó öt első osztályú szezonjának alapszakaszában elért pontok átlagát tartalmazza négy tizedesre kerekítve, de ha egy csapat időközben volt másodosztályú is, akkor az az előtti időszak eredményei nincsenek benne. Mivel ideiglenesen az a szabály is érvényben van, hogy nem lehet kiesni a másodosztályba, ezért az együttható-táblázat utolsó helyezettjei a kiesés helyett jelentős pénzösszeg befizetésére lesznek kötelezve, a pénzt pedig a másodosztály győztesei kapják.
| Csapat      | Összpontszám | Mérkőzések | Együttható |
| ----------- | ------------ | ---------- | ---------- |
| América     | 170          | 86         | 1,9767     |
| León        | 157          | 86         | 1,8256     |
| Cruz Azul   | 151          | 86         | 1,7558     |
| Santos      | 141          | 86         | 1,6395     |
| Tigres      | 139          | 86         | 1,6163     |
| Pumas       | 128          | 86         | 1,4884     |
| Guadalajara | 121          | 86         | 1,4070     |
| Monterrey   | 120          | 86         | 1,3953     |
| Puebla      | 114          | 86         | 1,3256     |
| Pachuca     | 113          | 86         | 1,3140     |
| Atlas       | 105          | 86         | 1,2209     |
| Querétaro   | 104          | 86         | 1,2093     |
| Mazatlán    | 102          | 86         | 1,1860     |
| San Luis    | 20           | 17         | 1,1765     |
| Toluca      | 101          | 86         | 1,1744     |
| Necaxa      | 100          | 86         | 1,1628     |
| Tijuana     | 90           | 86         | 1,0465     |
| Juárez      | 89           | 86         | 1,0349     |

## Eredmények

### Alapszakasz

#### Fordulónként

##### 1. forduló
| Dátum (mexikói idő) | Mérkőzés               | Eredmény |
| ------------------- | ---------------------- | -------- |
| 2021. július 22.    | Querétaro – América    | 0–0      |
| 2021. július 23.    | Necaxa – Santos        | 0–3      |
| 2021. július 23.    | Juárez – Toluca        | 1–3      |
| 2021. július 24.    | Pachuca – León         | 4–0      |
| 2021. július 24.    | Guadalajara – San Luis | 1–2      |
| 2021. július 25.    | Pumas – Atlas          | 0–0      |
| 2021. július 25.    | Monterrey – Puebla     | 1–1      |
| 2021. július 25.    | Tijuana – Tigres       | 1–2      |
| 2021. július 26.    | Cruz Azul – Mazatlán   | 0–2      |

##### 2. forduló
| Dátum (mexikói idő) | Mérkőzés             | Eredmény |
| ------------------- | -------------------- | -------- |
| 2021. július 30.    | Mazatlán – Pachuca   | 2–1      |
| 2021. július 30.    | Puebla – Guadalajara | 0–2      |
| 2021. július 31.    | León – Tijuana       | 2–1      |
| 2021. július 31.    | América – Necaxa     | 2–1      |
| 2021. július 31.    | Monterrey – Pumas    | 2–0      |
| 2021. július 31.    | Atlas – Juárez       | 2–0      |
| 2021. augusztus 1.  | Toluca – Tigres      | 3–1      |
| 2021. augusztus 1.  | Santos – Cruz Azul   | 1–1      |
| 2021. augusztus 2.  | San Luis – Querétaro | 1–1      |

##### 3. forduló
| Dátum (mexikói idő) | Mérkőzés             | Eredmény |
| ------------------- | -------------------- | -------- |
| 2021. augusztus 5.  | Querétaro – León     | 0–1      |
| 2021. augusztus 6.  | Mazatlán – Monterrey | 1–1      |
| 2021. augusztus 6.  | Necaxa – Cruz Azul   | 1–2      |
| 2021. augusztus 6.  | Tijuana – Toluca     | 0–2      |
| 2021. augusztus 7.  | Guadalajara – Juárez | 2–2      |
| 2021. augusztus 7.  | América – Puebla     | 2–0      |
| 2021. augusztus 7.  | Tigres – Santos      | 1–1      |
| 2021. augusztus 8.  | Pumas – San Luis     | 1–3      |
| 2021. augusztus 9.  | Pachuca – Atlas      | 0–1      |

##### 4. forduló
| Dátum (mexikói idő) | Mérkőzés             | Eredmény |
| ------------------- | -------------------- | -------- |
| 2021. augusztus 12. | San Luis – Necaxa    | 0–2      |
| 2021. augusztus 13. | Puebla – Tigres      | 1–1      |
| 2021. augusztus 13. | Juárez – Tijuana     | 1–1      |
| 2021. augusztus 14. | Pumas – Querétaro    | 0–0      |
| 2021. augusztus 14. | León – Mazatlán      | 3–0      |
| 2021. augusztus 14. | Cruz Azul – Toluca   | 4–0      |
| 2021. augusztus 14. | Monterrey – Pachuca  | 3–1      |
| 2021. augusztus 15. | Atlas – América      | 0–1      |
| 2021. augusztus 15. | Santos – Guadalajara | 0–0      |

##### 5. forduló
| Dátum (mexikói idő) | Mérkőzés              | Eredmény |
| ------------------- | --------------------- | -------- |
| 2021. augusztus 17. | Toluca – Mazatlán     | 2–2      |
| 2021. augusztus 17. | Tigres – Querétaro    | 3–0      |
| 2021. augusztus 17. | Necaxa – Pumas        | 3–0      |
| 2021. augusztus 17. | Tijuana – Puebla      | 1–1      |
| 2021. augusztus 18. | Cruz Azul – Monterrey | 1–1      |
| 2021. augusztus 18. | Santos – Atlas        | 1–1      |
| 2021. augusztus 18. | Guadalajara – León    | 0–3      |
| 2021. augusztus 18. | Juárez – América      | 1–2      |
| 2021. november 3.   | Pachuca – San Luis    | 0–0      |

##### 6. forduló
| Dátum (mexikói idő) | Mérkőzés                | Eredmény |
| ------------------- | ----------------------- | -------- |
| 2021. augusztus 20. | Mazatlán – Tigres       | 0–3      |
| 2021. augusztus 21. | Atlas – Toluca          | 0–0      |
| 2021. augusztus 21. | León – Santos           | 1–1      |
| 2021. augusztus 21. | San Luis – Cruz Azul    | 0–0      |
| 2021. augusztus 21. | Monterrey – Guadalajara | 0–0      |
| 2021. augusztus 22. | Pumas – Puebla          | 2–0      |
| 2021. augusztus 22. | América – Tijuana       | 2–0      |
| 2021. augusztus 22. | Necaxa – Juárez         | 1–0      |
| 2021. augusztus 22. | Querétaro – Pachuca     | 0–2      |

##### 7. forduló
| Dátum (mexikói idő) | Mérkőzés             | Eredmény |
| ------------------- | -------------------- | -------- |
| 2021. augusztus 27. | Mazatlán – San Luis  | 2–2      |
| 2021. augusztus 27. | Puebla – Querétaro   | 1–0      |
| 2021. augusztus 27. | Tijuana – Monterrey  | 2–2      |
| 2021. augusztus 28. | Guadalajara – Necaxa | 2–1      |
| 2021. augusztus 28. | Tigres – Atlas       | 1–1      |
| 2021. augusztus 28. | León – América       | 1–1      |
| 2021. augusztus 29. | Toluca – Pumas       | 2–1      |
| 2021. augusztus 29. | Santos – Juárez      | 2–0      |
| 2021. augusztus 29. | Cruz Azul – Pachuca  | 1–1      |

##### 8. forduló
| Dátum (mexikói idő)  | Mérkőzés            | Eredmény |
| -------------------- | ------------------- | -------- |
| 2021. szeptember 10. | Puebla – San Luis   | 2–2      |
| 2021. szeptember 10. | Juárez – Cruz Azul  | 2–1      |
| 2021. szeptember 10. | Tijuana – Santos    | 2–1      |
| 2021. szeptember 11. | Atlas – Monterrey   | 2–1      |
| 2021. szeptember 11. | Tigres – León       | 2–2      |
| 2021. szeptember 11. | América – Mazatlán  | 2–0      |
| 2021. szeptember 12. | Pumas – Guadalajara | 0–0      |
| 2021. szeptember 12. | Querétaro – Necaxa  | 3–0      |
| 2021. szeptember 13. | Pachuca – Toluca    | 1–2      |

##### 9. forduló
| Dátum (mexikói idő)  | Mérkőzés              | Eredmény |
| -------------------- | --------------------- | -------- |
| 2021. szeptember 16. | San Luis – Tijuana    | 4–1      |
| 2021. szeptember 17. | Necaxa – Atlas        | 0–3      |
| 2021. szeptember 18. | León – Juárez         | 0–1      |
| 2021. szeptember 18. | Toluca – América      | 3–1      |
| 2021. szeptember 18. | Guadalajara – Pachuca | 1–0      |
| 2021. szeptember 18. | Mazatlán – Pumas      | 2–2      |
| 2021. szeptember 19. | Cruz Azul – Querétaro | 2–0      |
| 2021. szeptember 19. | Monterrey – Tigres    | 2–0      |
| 2021. szeptember 19. | Santos – Puebla       | 1–1      |

##### 10. forduló
| Dátum (mexikói idő)  | Mérkőzés              | Eredmény |
| -------------------- | --------------------- | -------- |
| 2021. szeptember 23. | Pachuca – Necaxa      | 1–0      |
| 2021. szeptember 24. | Puebla – Cruz Azul    | 1–1      |
| 2021. szeptember 24. | Tijuana – Mazatlán    | 0–0      |
| 2021. szeptember 25. | Atlas – León          | 2–0      |
| 2021. szeptember 25. | Tigres – Pumas        | 0–0      |
| 2021. szeptember 25. | América – Guadalajara | 0–0      |
| 2021. szeptember 26. | Toluca – San Luis     | 1–2      |
| 2021. szeptember 26. | Santos – Monterrey    | 1–2      |
| 2021. október 8.     | Juárez – Querétaro    | 0–0      |

##### 11. forduló
| Dátum (mexikói idő)  | Mérkőzés                | Eredmény |
| -------------------- | ----------------------- | -------- |
| 2021. szeptember 22. | Monterrey – Toluca      | 2–0      |
| 2021. szeptember 28. | Necaxa – Tijuana        | 3–0      |
| 2021. szeptember 28. | Mazatlán – Juárez       | 3–1      |
| 2021. szeptember 28. | Atlas – Puebla          | 0–1      |
| 2021. szeptember 28. | Pachuca – América       | 1–1      |
| 2021. szeptember 29. | San Luis – Tigres       | 0–3      |
| 2021. szeptember 29. | Querétaro – Guadalajara | 1–0      |
| 2021. november 3.    | Cruz Azul – León        | 0–1      |
| 2021. november 4.    | Pumas – Santos          | 0–3      |

##### 12. forduló
| Dátum (mexikói idő) | Mérkőzés            | Eredmény |
| ------------------- | ------------------- | -------- |
| 2021. október 1.    | Puebla – Pachuca    | 1–2      |
| 2021. október 1.    | Juárez – Monterrey  | 3–1      |
| 2021. október 2.    | León – San Luis     | 0–0      |
| 2021. október 2.    | Santos – Mazatlán   | 1–0      |
| 2021. október 2.    | Guadalajara – Atlas | 0–1      |
| 2021. október 3.    | Toluca – Querétaro  | 1–1      |
| 2021. október 3.    | América – Pumas     | 2–0      |
| 2021. október 3.    | Tigres – Necaxa     | 0–0      |
| 2021. október 3.    | Tijuana – Cruz Azul | 0–1      |

##### 13. forduló
| Dátum (mexikói idő) | Mérkőzés            | Eredmény |
| ------------------- | ------------------- | -------- |
| 2021. október 14.   | Querétaro – Tijuana | 1–1      |
| 2021. október 15.   | Necaxa – Puebla     | 0–1      |
| 2021. október 15.   | Mazatlán – Atlas    | 1–0      |
| 2021. október 16.   | Monterrey – León    | 0–1      |
| 2021. október 16.   | San Luis – América  | 0–1      |
| 2021. október 16.   | Pachuca – Santos    | 1–1      |
| 2021. október 16.   | Cruz Azul – Tigres  | 1–1      |
| 2021. október 17.   | Pumas – Juárez      | 1–0      |
| 2021. október 17.   | Guadlajara – Toluca | 2–0      |

##### 14. forduló
| Dátum (mexikói idő)  | Mérkőzés              | Eredmény |
| -------------------- | --------------------- | -------- |
| 2021. szeptember 21. | Juárez – San Luis     | 1–0      |
| 2021. október 19.    | Querétaro – Monterrey | 1–0      |
| 2021. október 19.    | Puebla – Mazatlán     | 2–0      |
| 2021. október 19.    | América – Santos      | 2–1      |
| 2021. október 19.    | Atlas – Cruz Azul     | 0–0      |
| 2021. október 20.    | Toluca – Necaxa       | 1–1      |
| 2021. október 20.    | León – Pumas          | 1–2      |
| 2021. október 20.    | Tigres – Pachuca      | 3–0      |
| 2021. október 20.    | Tijuana – Guadalajara | 0–0      |

##### 15. forduló
| Dátum (mexikói idő) | Mérkőzés                | Eredmény |
| ------------------- | ----------------------- | -------- |
| 2021. október 22.   | Mazatlán – Querétaro    | 2–1      |
| 2021. október 23.   | Puebla – León           | 0–1      |
| 2021. október 23.   | Monterrey – Necaxa      | 0–1      |
| 2021. október 23.   | América – Tigres        | 1–0      |
| 2021. október 23.   | Guadalajara – Cruz Azul | 1–1      |
| 2021. október 24.   | Pumas – Tijuana         | 3–1      |
| 2021. október 24.   | San Luis – Atlas        | 2–6      |
| 2021. október 24.   | Santos – Toluca         | 2–2      |
| 2021. október 24.   | Pachuca – Juárez        | 1–1      |

##### 16. forduló
| Dátum (mexikói idő) | Mérkőzés             | Eredmény |
| ------------------- | -------------------- | -------- |
| 2021. október 28.   | Atlas – Tijuana      | 0–2      |
| 2021. október 29.   | Necaxa – Mazatlán    | 2–1      |
| 2021. október 29.   | Juárez – Puebla      | 0–2      |
| 2021. október 30.   | Querétaro – Santos   | 2–3      |
| 2021. október 30.   | Pachuca – Pumas      | 1–1      |
| 2021. október 30.   | Tigres – Guadalajara | 2–1      |
| 2021. október 31.   | Toluca – León        | 0–0      |
| 2021. október 31.   | Cruz Azul – América  | 2–1      |
| 2021. október 31.   | San Luis – Monterrey | 1–1      |

##### 17. forduló
| Dátum (mexikói idő) | Mérkőzés               | Eredmény |
| ------------------- | ---------------------- | -------- |
| 2021. november 4.   | Atlas – Querétaro      | 2–0      |
| 2021. november 5.   | Puebla – Toluca        | 1–0      |
| 2021. november 5.   | Mazatlán – Guadalajara | 0–1      |
| 2021. november 6.   | León – Necaxa          | 3–0      |
| 2021. november 6.   | América – Monterrey    | 0–0      |
| 2021. november 6.   | Tigres – Juárez        | 3–0      |
| 2021. november 6.   | Tijuana – Pachuca      | 3–2      |
| 2021. november 7.   | Pumas – Cruz Azul      | 4–3      |
| 2021. november 7.   | Santos – San Luis      | 0–0      |

#### Kereszttábla
| Hazai \ Vendég1 | AMÉ | ATL | CRZ | GUA | JUÁ | LEÓ | MAZ | MTY | NEC | PAC | PUE | PUM | QUE | SLU | SAN | TIG | TIJ | TOL |
| América         |     |     |     | 0–0 |     |     | 2–0 | 0–0 | 2–1 |     | 2–0 | 2–0 |     |     | 2–1 | 1–0 | 2–0 |     |
| Atlas           | 0–1 |     | 0–0 |     | 2–0 | 2–0 |     | 2–1 |     |     | 0–1 |     | 2–0 |     |     |     | 0–2 | 0–0 |
| Cruz Azul       | 2–1 |     |     |     |     | 0–1 | 0–2 | 1–1 |     | 1–1 |     |     | 2–0 |     |     | 1–1 |     | 4–0 |
| Guadalajara     |     | 0–1 | 1–1 |     | 2–2 | 0–3 |     |     | 2–1 | 1–0 |     |     |     | 1–2 |     |     |     | 2–0 |
| Juárez          | 1–2 |     | 2–1 |     |     |     |     | 3–1 |     |     | 0–2 |     | 0–0 | 1–0 |     |     | 1–1 | 1–3 |
| León            | 1–1 |     |     |     | 0–1 |     | 3–0 |     | 3–0 |     |     | 1–2 |     | 0–0 | 1–1 |     | 2–1 |     |
| Mazatlán        |     | 1–0 |     | 0–1 | 3–1 |     |     | 1–1 |     | 2–1 |     | 2–2 | 2–1 | 2–2 |     | 0–3 |     |     |
| Monterrey       |     |     |     | 0–0 |     | 0–1 |     |     | 0–1 | 3–1 | 1–1 | 2–0 |     |     |     | 2–0 |     | 2–0 |
| Necaxa          |     | 0–3 | 1–2 |     | 1–0 |     | 2–1 |     |     |     | 0–1 | 3–0 |     |     | 0–3 |     | 3–0 |     |
| Pachuca         | 1–1 | 0–1 |     |     | 1–1 | 4–0 |     |     | 1–0 |     |     | 1–1 |     | 0–0 | 1–1 |     |     | 1–2 |
| Puebla          |     |     | 1–1 | 0–2 |     | 0–1 | 2–0 |     |     | 1–2 |     |     | 1–0 | 2–2 |     | 1–1 |     | 1–0 |
| Pumas           |     | 0–0 | 4–3 | 0–0 | 1–0 |     |     |     |     |     | 2–0 |     | 0–0 | 1–3 | 0–3 |     | 3–1 |     |
| Querétaro       | 0–0 |     |     | 1–0 |     | 0–1 |     | 1–0 | 3–0 | 0–2 |     |     |     |     | 2–3 |     | 1–1 |     |
| San Luis        | 0–1 | 2–6 | 0–0 |     |     |     |     | 1–1 | 0–2 |     |     |     | 1–1 |     |     | 0–3 | 4–1 |     |
| Santos          |     | 1–1 | 1–1 | 0–0 | 2–0 |     | 1–0 | 1–2 |     |     | 1–1 |     |     | 0–0 |     |     |     | 2–2 |
| Tigres          |     | 1–1 |     | 2–1 | 3–0 | 2–2 |     |     | 0–0 | 3–0 |     | 0–0 | 3–0 |     | 1–1 |     |     |     |
| Tijuana         |     |     | 0–1 | 0–0 |     |     | 0–0 | 2–2 |     | 3–2 | 1–1 |     |     |     | 2–1 | 1–2 |     | 0–2 |
| Toluca          | 3–1 |     |     |     |     | 0–0 | 2–2 |     | 1–1 |     |     | 2–1 | 1–1 | 1–2 |     | 3–1 |     |     |

Utolsó felvett mérkőzés dátuma: 2021. november 7. 
Forrás: A bajnokság hivatalos honlapja 
1A hazai csapatok a bal oldali oszlopban szerepelnek.
Színek: Zöld = hazai győzelem; Sárga = döntetlen; Piros = vendéggyőzelem.
 

## Góllövőlista
Az alábbi lista a legalább 4 gólt szerző játékosokat tartalmazza.
- 10 gólos:
  -  Ángel Mena (León)
- 9 gólos:
  -  Julio Furch (Atlas)
  -  Germán Berterame (San Luis)
  -  Nicolás Federico López (Tigres)
- 8 gólos:
  -  Camilo Sanvezzo (Mazatlán)
- 7 gólos:
  -  Víctor Dávila (León)
  -  Juan Ignacio Dinenno (Pumas)
- 6 gólos:
  -  Rogelio Funes Mori (Monterrey)
  -  Alejandro Zendejas (Necaxa)
  -  Cristian Tabó (Puebla)
  -  Diego Valdés Contreras (Santos)
- 5 gólos:
  -  Julián Andrés Quiñones (Atlas)
  -  Washington Corozo (Pumas)
- 4 gólos:
  -  Álvaro Fidalgo (América)
  -  Roberto Alvarado (Cruz Azul)
  -  Santiago Giménez (Cruz Azul)
  -  Bryan Angulo (Cruz Azul)
  -  Ángel Zaldívar (Guadalajara)
  -  Elías Hernández (León)
  -  Arturo González (Monterrey)
  -  Duván Vergara (Monterrey)
  -  Maximiliano Meza (Monterrey)
  -  Jonathan David dos Santos (Querétaro)
  -  Fernando Gorriarán (Santos)
  -  Juan Pablo Vigón (Tigres)
  -  André-Pierre Gignac (Tigres)
  -  Carlos González Espínola (Tigres)
  -  Mauto Manotas (Tijuana)
  -  Haret Ortega (Toluca)
  -  Rubens Sambueza (Toluca)
  -  Alexis Canelo (Toluca)

## Sportszerűségi táblázat
A következő táblázat a csapatok játékosai által az alapszakasz során kapott lapokat tartalmazza. Egy kiállítást nem érő sárga lapért 1, egy kiállításért 3 pont jár. A csapatok növekvő pontsorrendben szerepelnek, így az első helyezett a legsportszerűbb közülük. Ha több csapat pontszáma, gólkülönbsége, összes és idegenben rúgott góljainak száma és a klubok együtthatója is egyenlő, egymás elleni eredményük pedig döntetlen, akkor helyezésüket a sportszerűségi táblázat alapján döntik el.
| Csapat         | Sárga lap | sárga lap · 2. sárga lap · kiállítva | kiállítva | Pontszám |
| -------------- | --------- | ------------------------------------ | --------- | -------- |
| Necaxa         | 28        | 0                                    | 1         | 31       |
| Atlas          | 30        | 1                                    | 0         | 33       |
| Tigres         | 28        | 2                                    | 1         | 37       |
| América        | 27        | 1                                    | 3         | 39       |
| San Luis       | 30        | 1                                    | 2         | 39       |
| Juárez         | 30        | 0                                    | 3         | 40       |
| León           | 36        | 0                                    | 2         | 42       |
| Tijuana        | 34        | 1                                    | 2         | 43       |
| Pachuca        | 33        | 0                                    | 4         | 45       |
| Mazatlán       | 40        | 0                                    | 2         | 46       |
| CD Guadalajara | 40        | 1                                    | 1         | 46       |
| Santos Laguna  | 38        | 0                                    | 3         | 47       |
| Pumas          | 36        | 1                                    | 3         | 48       |
| Cruz Azul      | 43        | 1                                    | 1         | 49       |
| Puebla         | 33        | 2                                    | 4         | 51       |
| Monterrey      | 32        | 2                                    | 6         | 56       |
| Toluca         | 42        | 2                                    | 3         | 57       |
| Querétaro      | 37        | 1                                    | 6         | 58       |